# John Speed
John Speed (Farndon, 1552 – Londra, 1629) è stato un cartografo e storico inglese.

## Biografia

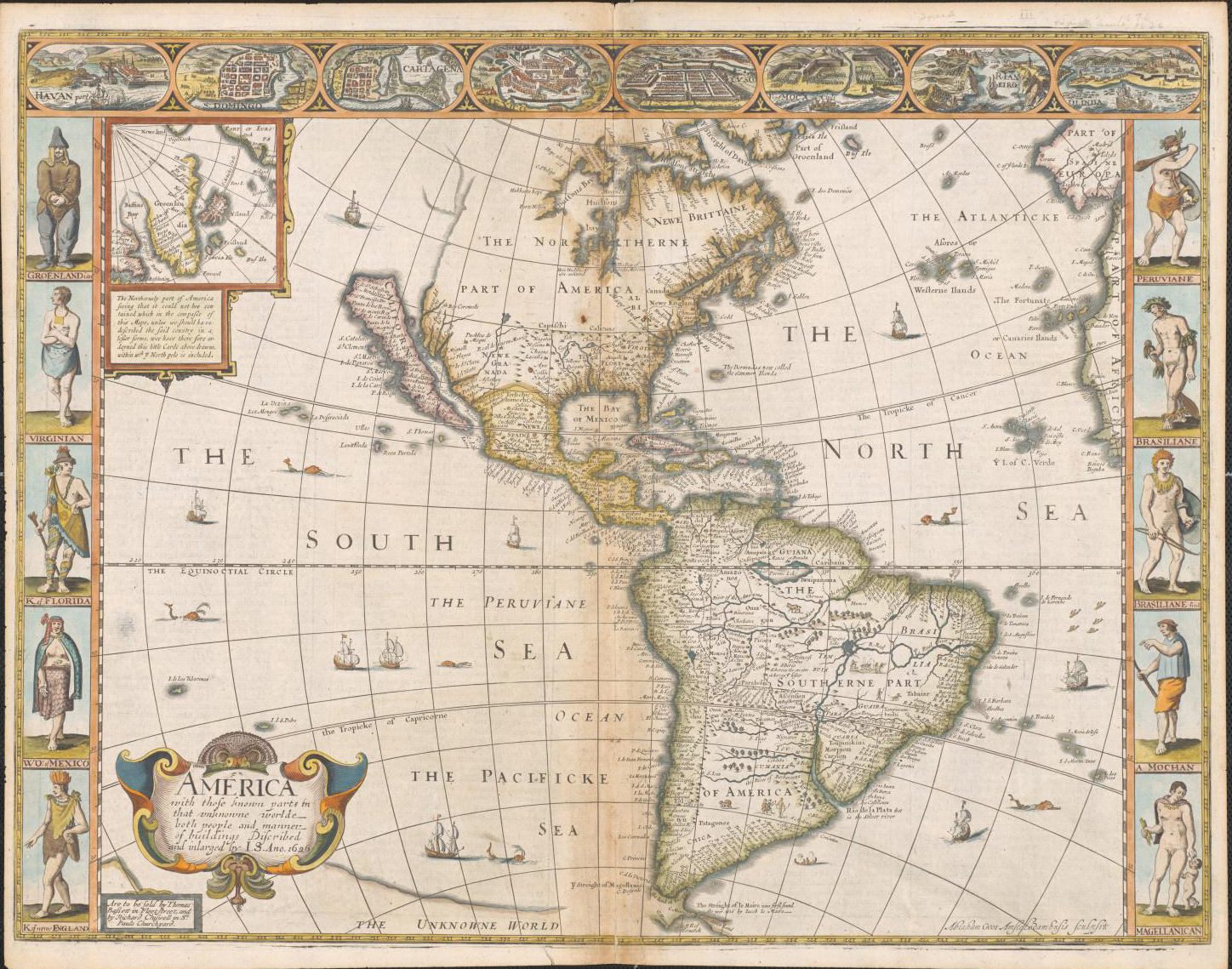
America, 1626

Speed, certamente il più famoso tra tutti i cartografi britannici, viene oggi meglio ricordato come il cartografo le cui mappe raffiguranti le contee inglesi si trovano spesso incorniciate nelle case di tutto il Regno Unito.
Nato a Farndon, Cheshire, entrò sin da giovane nel business della sartoria del padre dove lavoro' fino all'età di circa 50 anni. Mentre lavorava a Londra, la sua conoscenza della storia lo portò nei circoli dei colti e entro' ben presto a far parte della Società degli antiquari dove poté dedicarsi completamente alla ricerca. Come ricompensa per gli sforzi compiuti in precedenza, la Regina Elisabetta gli concesse l'uso di uno studio. Fu con l'incoraggiamento e la promozione da parte di William Camden, che iniziò la sua Historie of Great Britaine, che fu pubblicato nel 1611. Il suo atlante il The Theatre of the Empire of Great Britaine fu pubblicato nel 1610/11 e conteneva la prima serie di mappe individuali di contea dell'Inghilterra e del Galles, oltre a mappe dell'Irlanda (5 in tutto) e una mappa generale della Scozia. Poco prima della sua morte Speed pubblico', nel 1627, A Prospect of the Most Famous Parts of the World che fu il primo atlante mondiale edito da un inglese. Sul retro delle mappe è presente un testo affascinante che descrive le varie aree in lingua Inglese, anche se una rara edizione del 1616 delle mappe britanniche presenta un testo in latino. Molte delle sue mappe furono inoltre incise ad Amsterdam presso lo studio dell'amico Jodocus Hondius. Nel 1611, pubblicò anche The genealogies recorded in the Sacred Scriptures according to euery family and tribe with the line of Our Sauior Iesus Christ obserued from Adam to the Blessed Virgin Mary, una genealogia biblica, ristampato più volte nel corso del XVII secolo. Fu sepolto con la moglie nella chiesa di St Giles-Without-Cripplegate all'interno del Barbican Estate a Londra. Un monumento a John Speed è stato inoltre eretto dietro l'altare della chiesa stessa.